# Ford Model A (1927)
O Ford Modelo A, foi o produto da fábrica de Detroit que Henry Ford que sucedeu o popular Modelo T. Foi o segundo sucesso no mercado da Ford Motor Company, depois de seu antecessor, o modelo T. Produzido pela primeira vez em 20 de outubro de 1927, e lançado em 2 de dezembro. Este novo Modelo A (um modelo anterior usava o nome em 1903–04) foi designado um modelo de 1928 e estava disponível em quatro cores padrão.
Em 4 de fevereiro de 1929, um milhão de Modelos As foram vendidos e, em 24 de julho, dois milhões. A gama de estilos de carroceria ia do Tudor a US$ 500 (em cinza, verde ou preto) até o carro com capota dupla a US$ 1 200. Em março de 1930, as vendas do Modelo A atingiram três milhões, e havia nove estilos de carroceria disponíveis.
A produção do modelo A terminou em março de 1932, após 4 858 644 terem sido feitos em todos os estilos de carroceria. Seu sucessor foi o Modelo B, que apresentava um motor de quatro cilindros em linha atualizado, bem como o Modelo 18, que introduziu o novo motor V8 de cabeça chata da Ford.

## Galeria

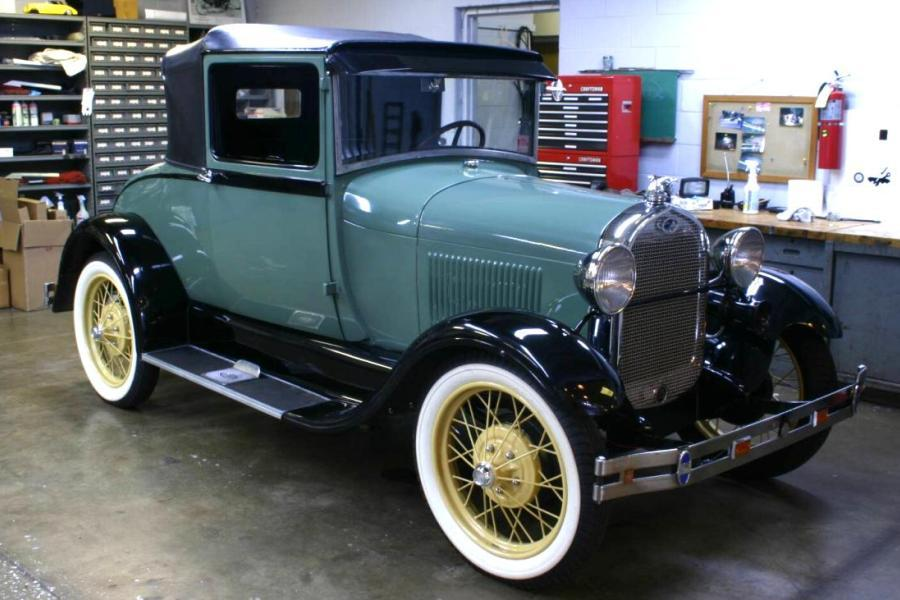
Coupé empresarial modelo A de 1928
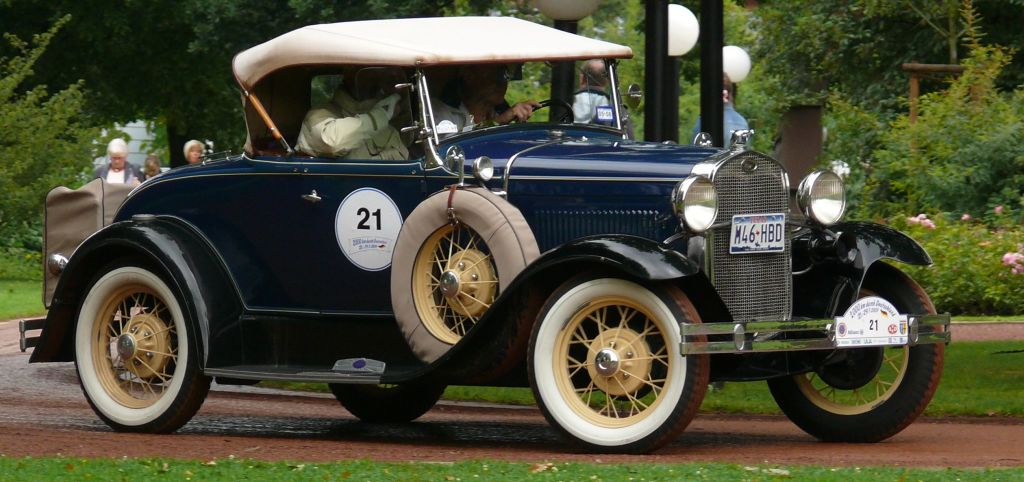
Roadster de luxo 1930
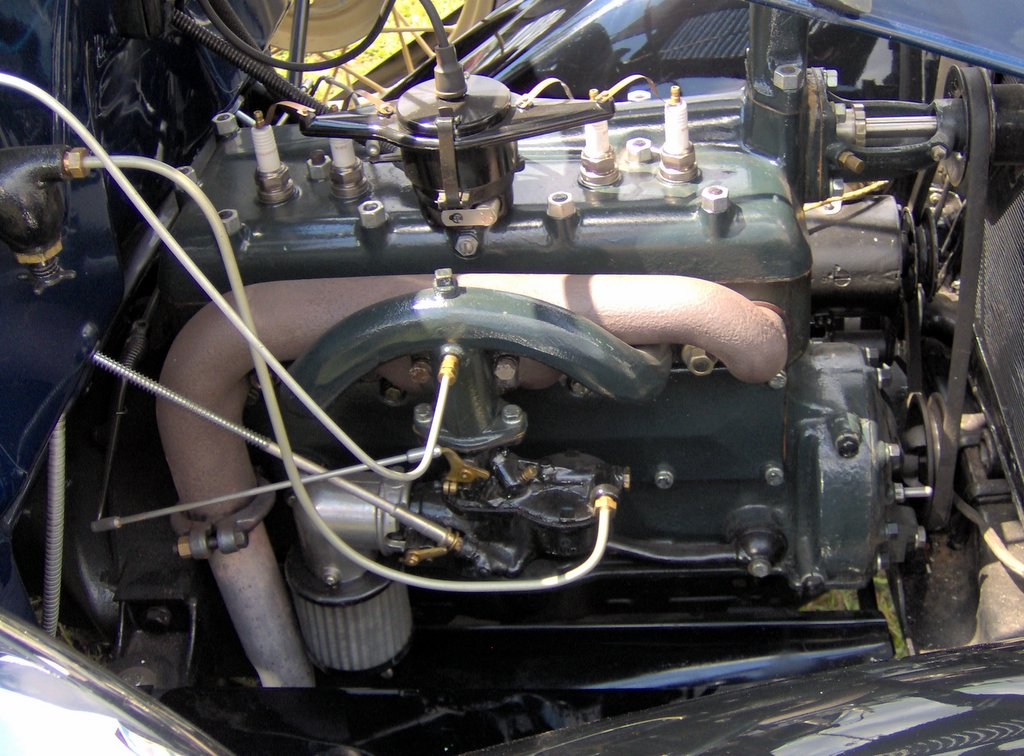
Motor Modelo A de 1928 com filtro de ar de reposição moderno
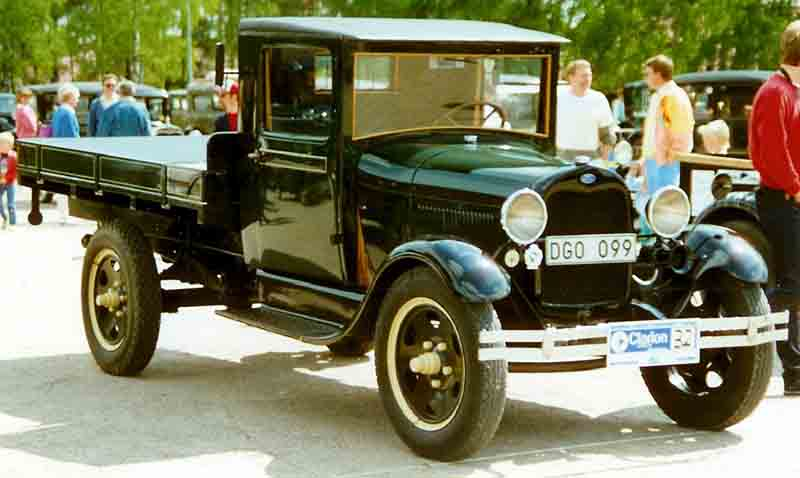
Variante de caminhão pesado Modelo AA de 1929 do Modelo A
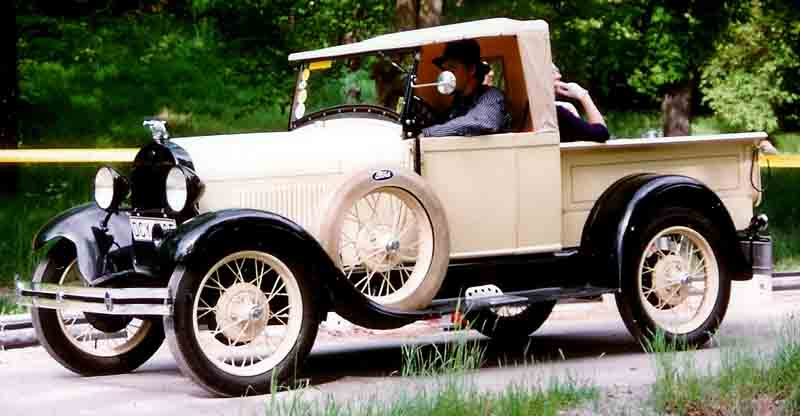
Picape 1928 com cabine aberta (roadster) Modelo A
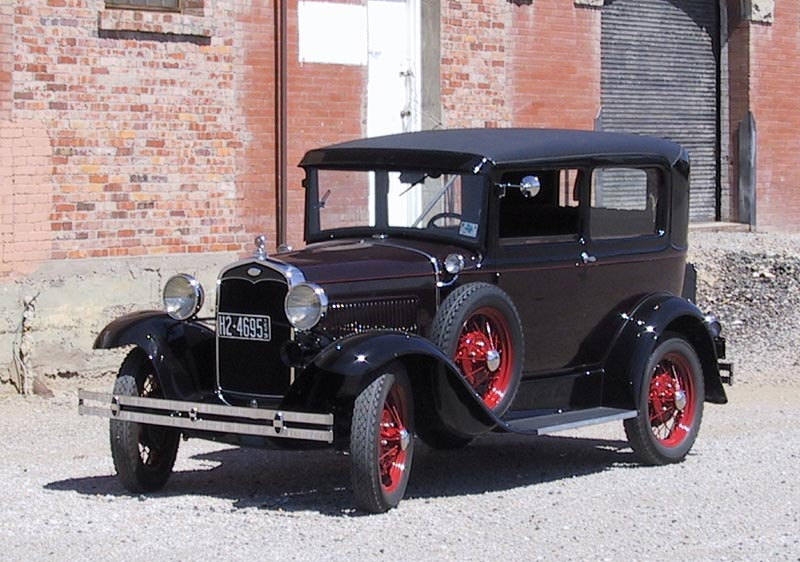
Tudor de luxo 1931
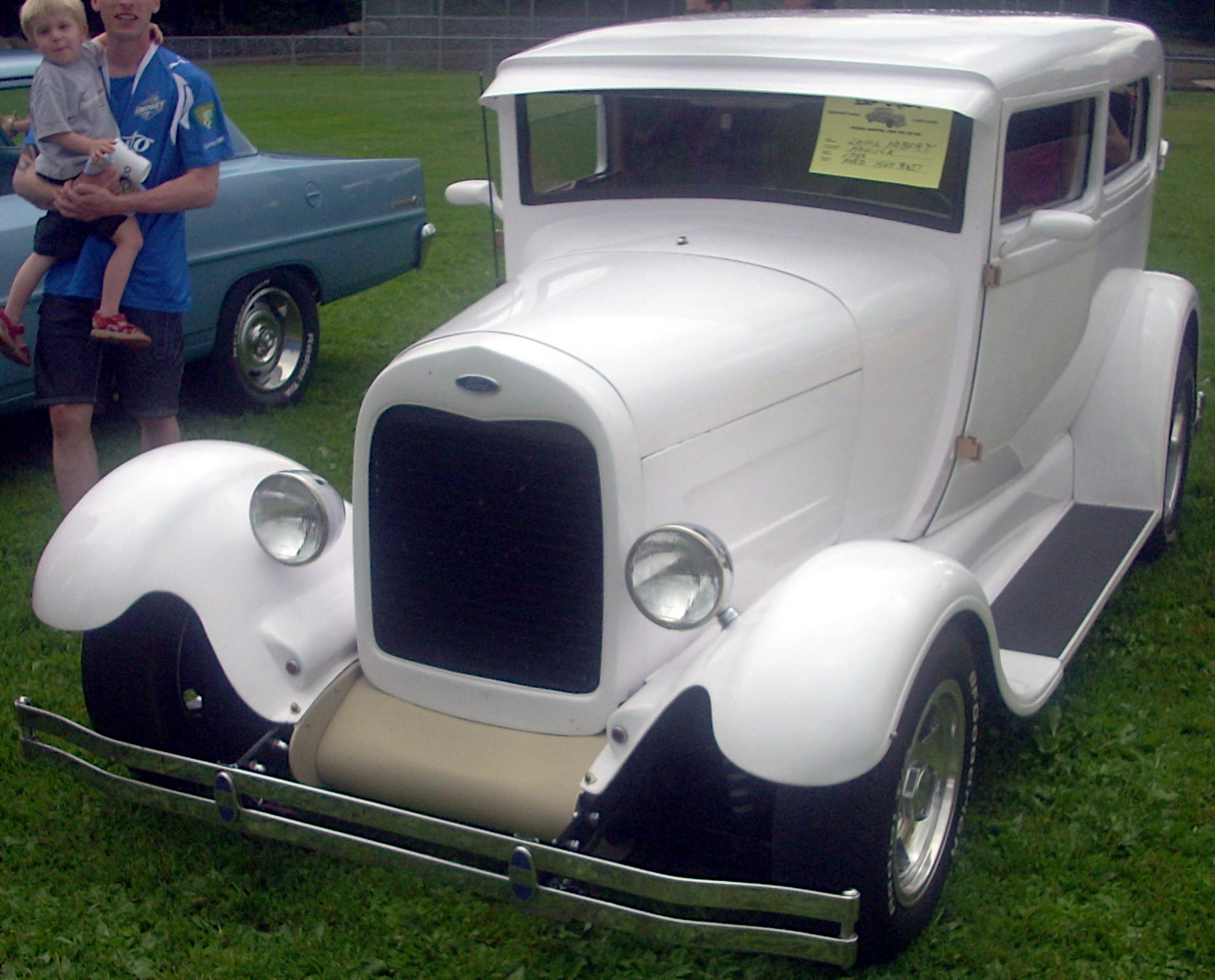
1928 Modelo A hot rod
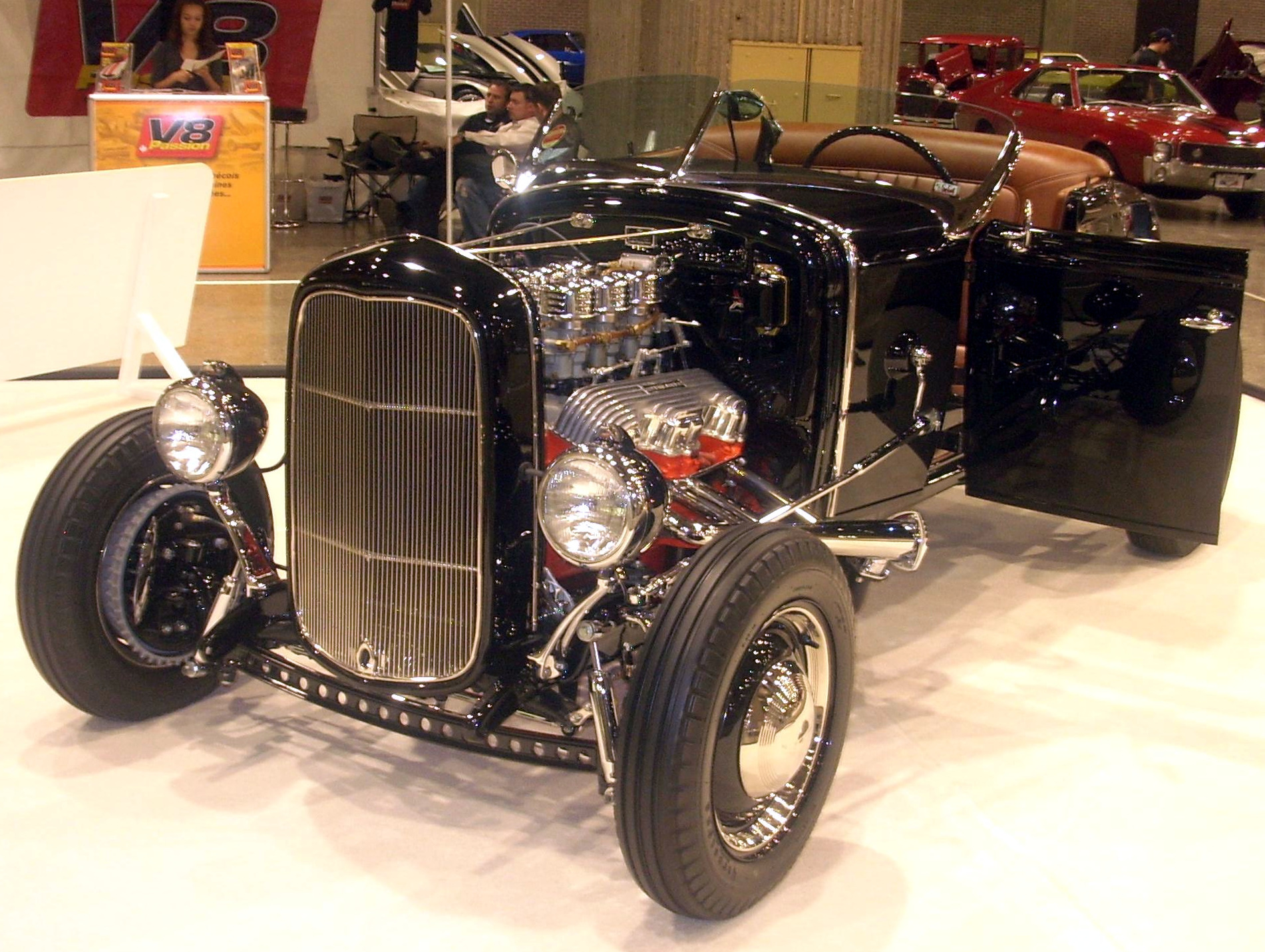
1928 Modelo A, outro hot rod
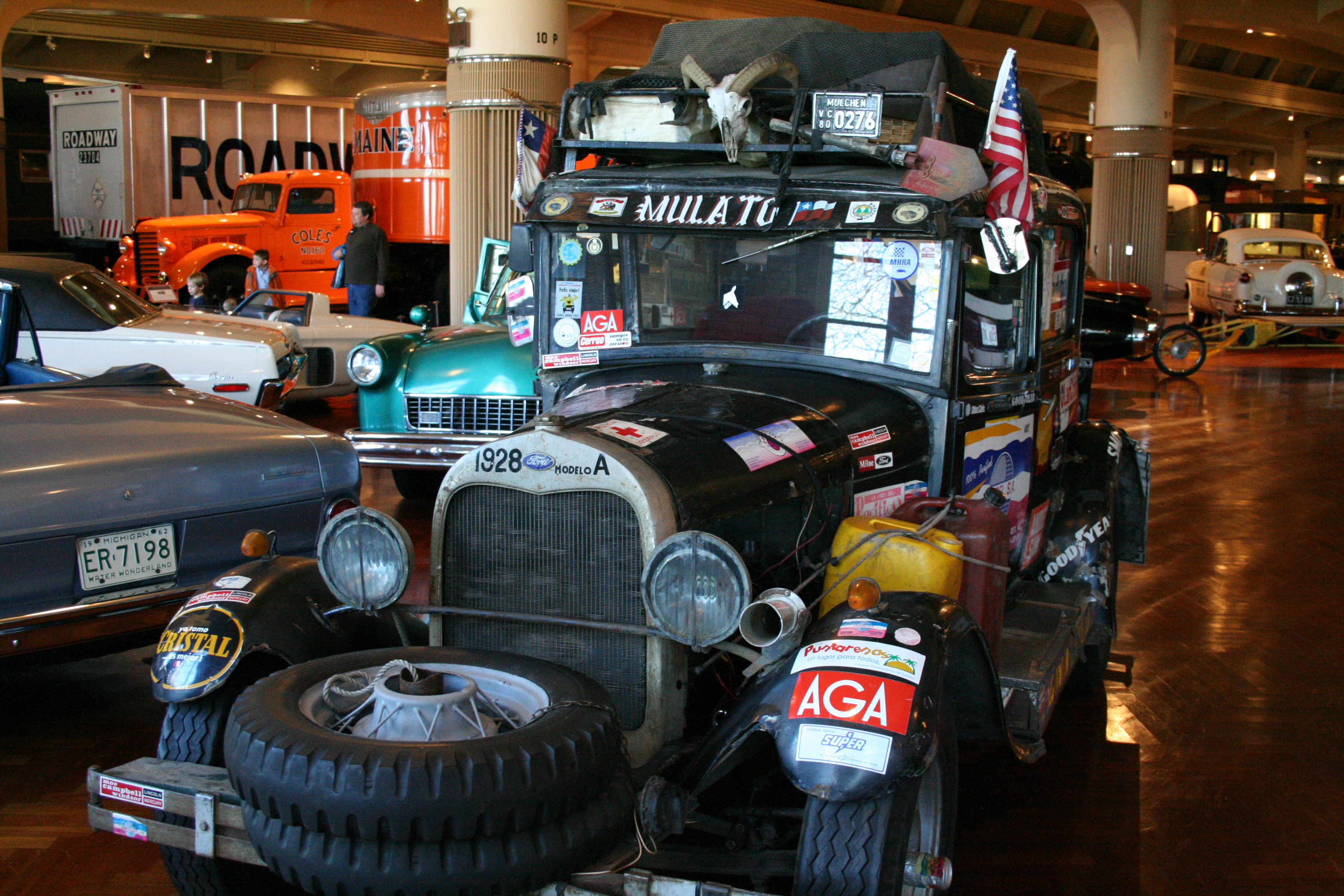
Modelo A de 1928 de Hector Quevedo em exibição no Museu Henry Ford
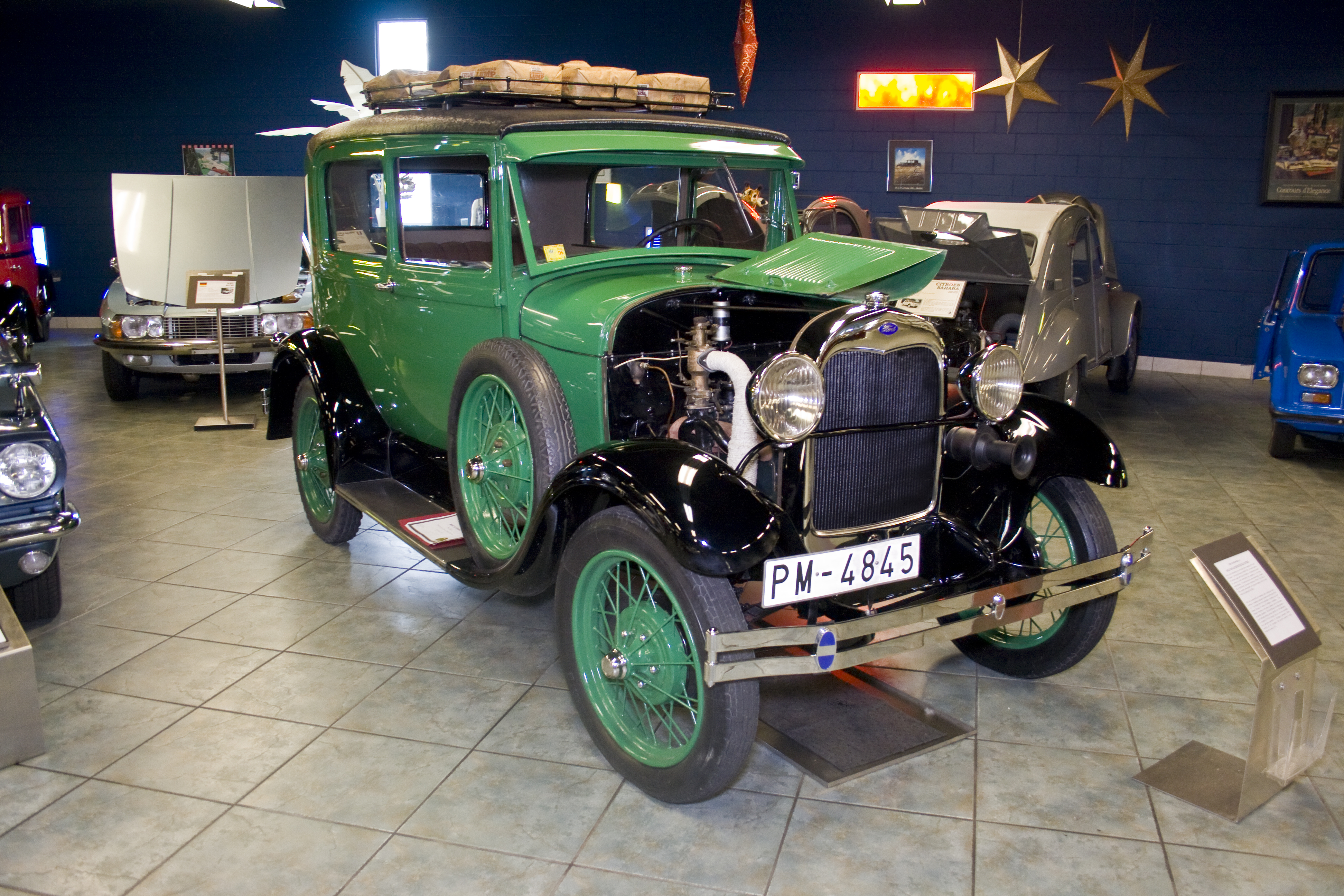
1929 Modelo A Gazogene em exibição no Tampa Bay Automobile Museum . Este carro foi modificado em 1939 para usar um combustível alternativo na forma de madeira ou carvão.
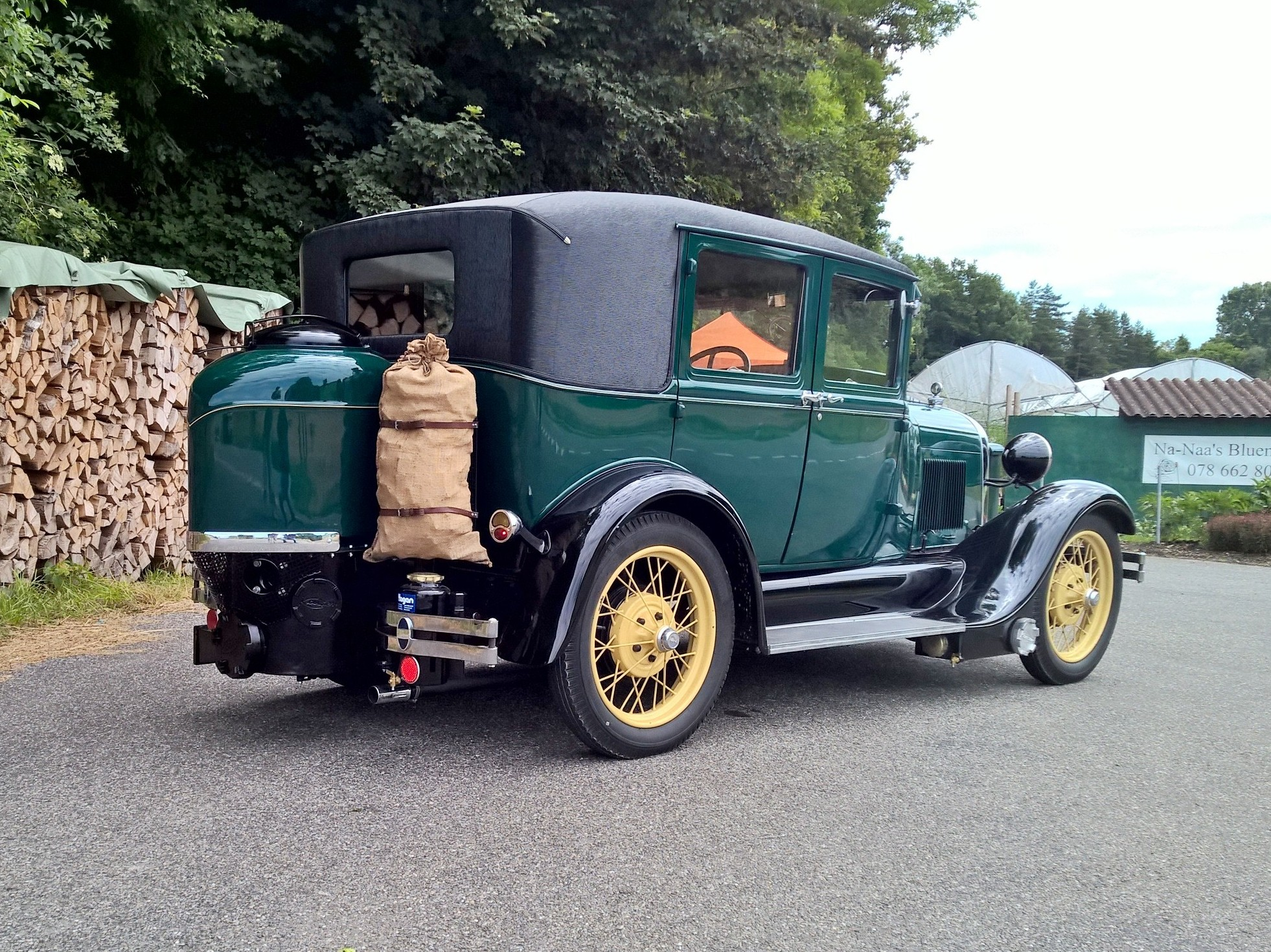
1928 Modelo A
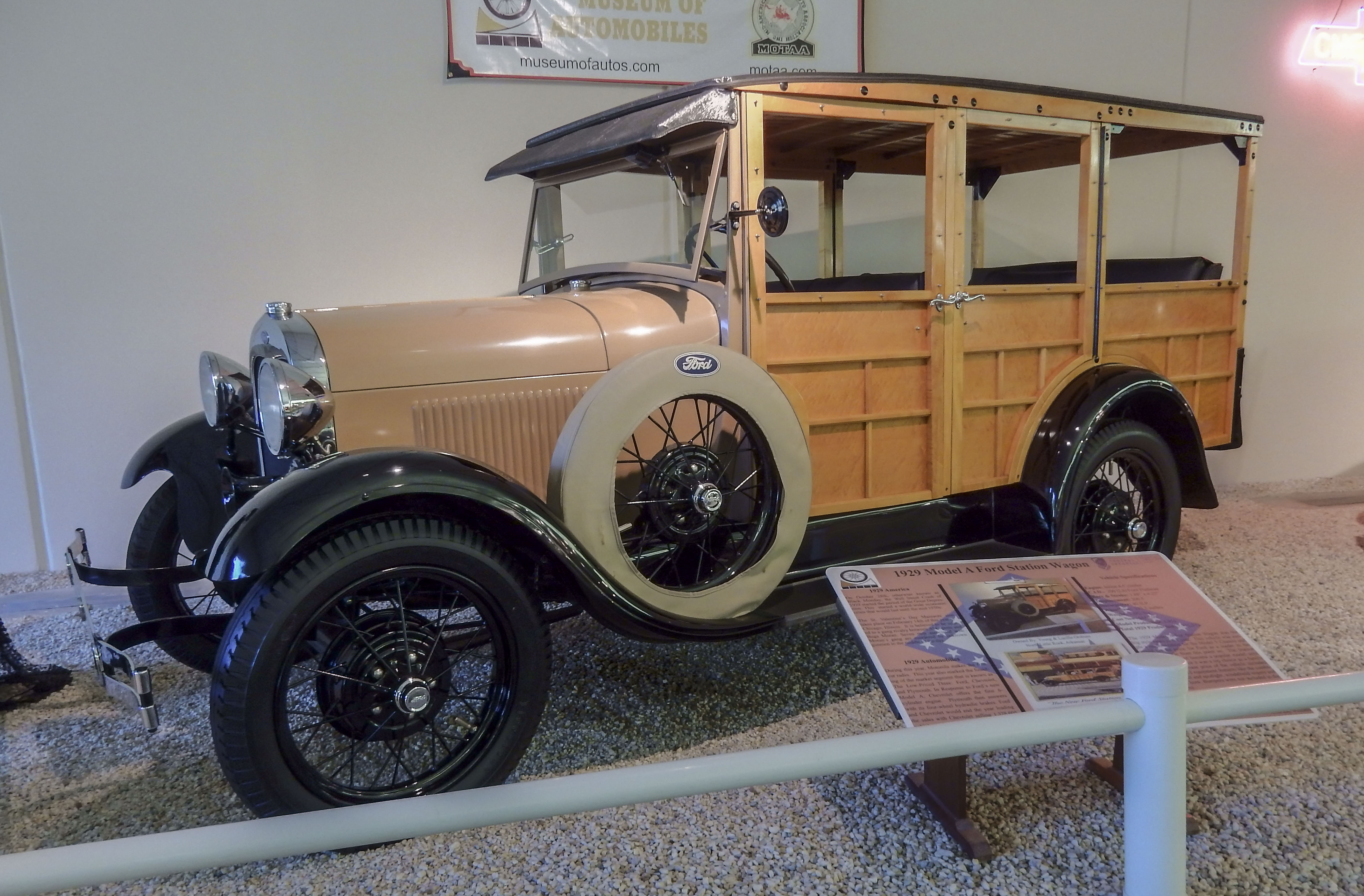
Uma perua Modelo A de 1929, em exibição no Museum of Automobiles em Arkansas
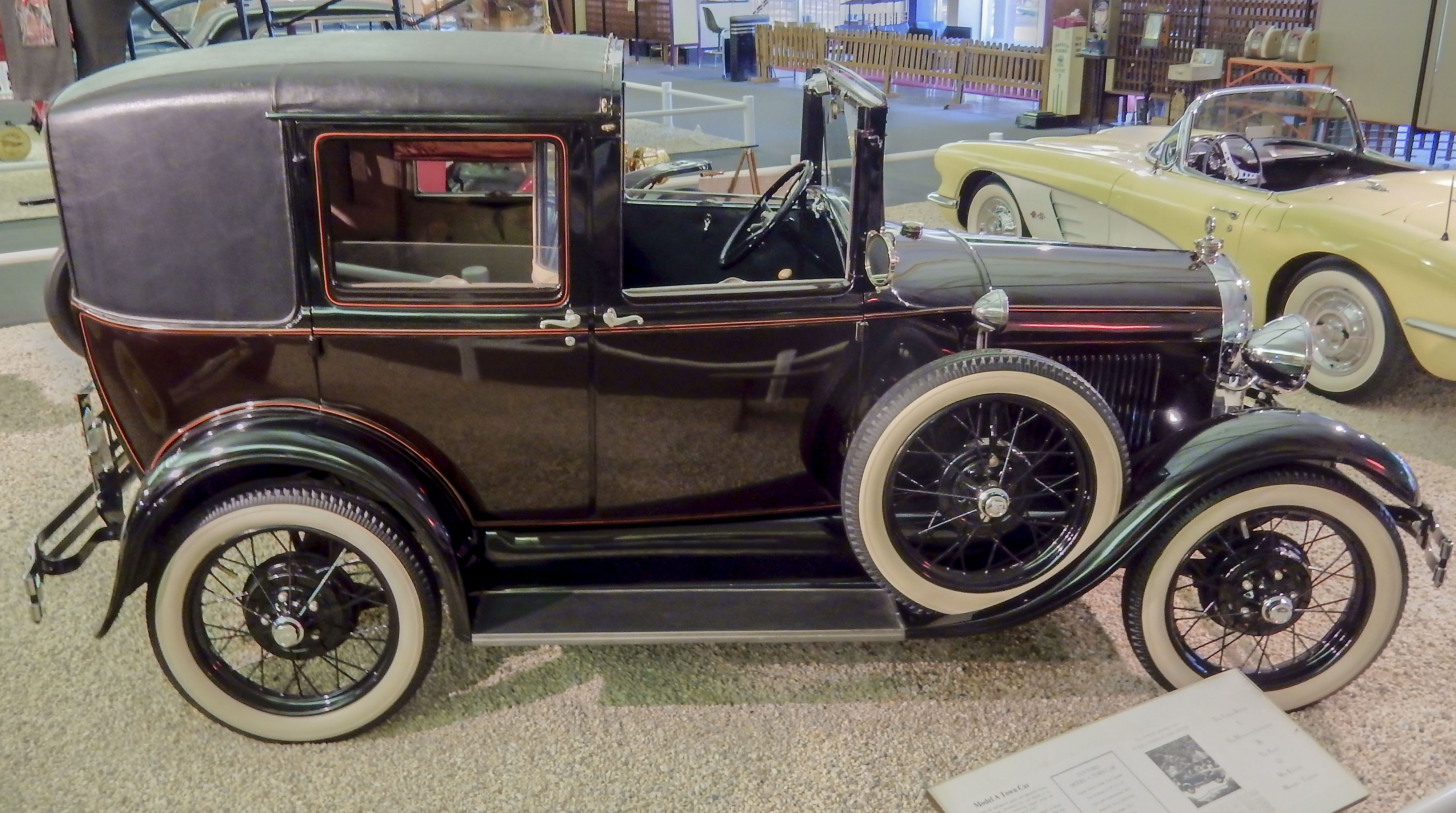
Carro de 1929 do The Museum of Automobiles em Arkansas
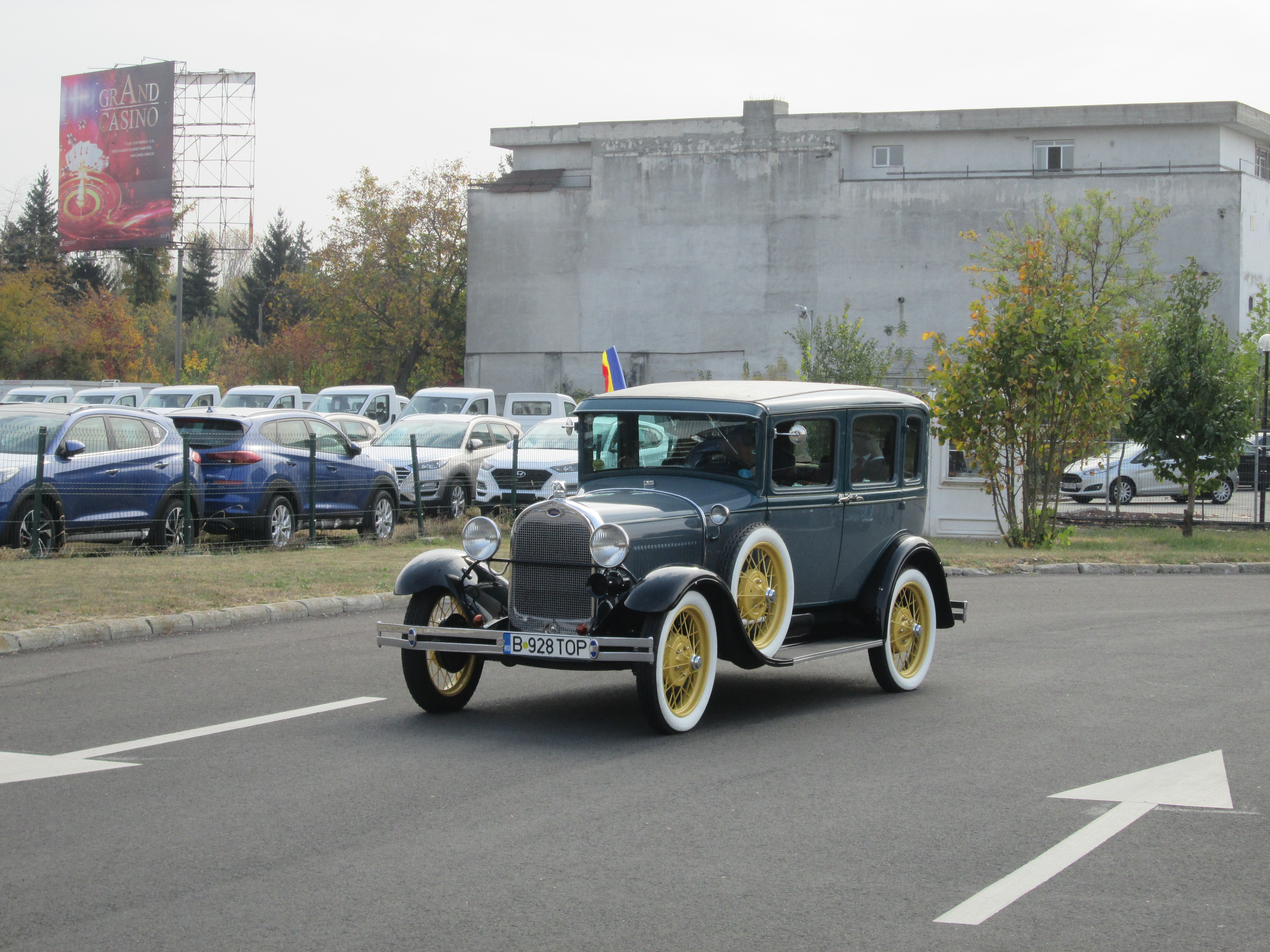
Sedan 1928 com portas suicidas na Romênia
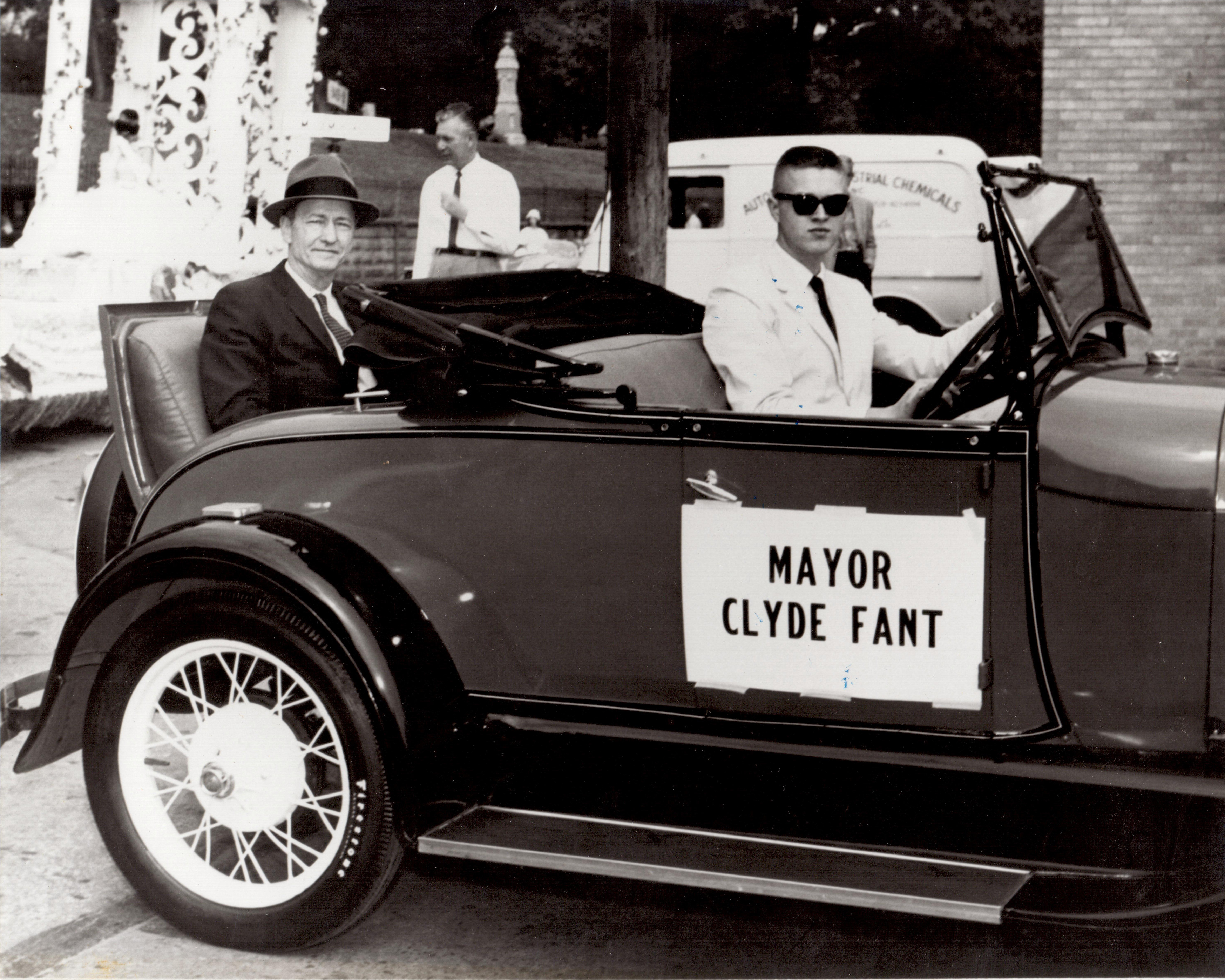
Modelo A de 1930